# San Patrizio
Patrizio, nato con il nome di Maewyin Succat (Britannia romana, 389 – Saul, 17 marzo 461), è stato un vescovo e missionario celtico di origine romano-britannica.

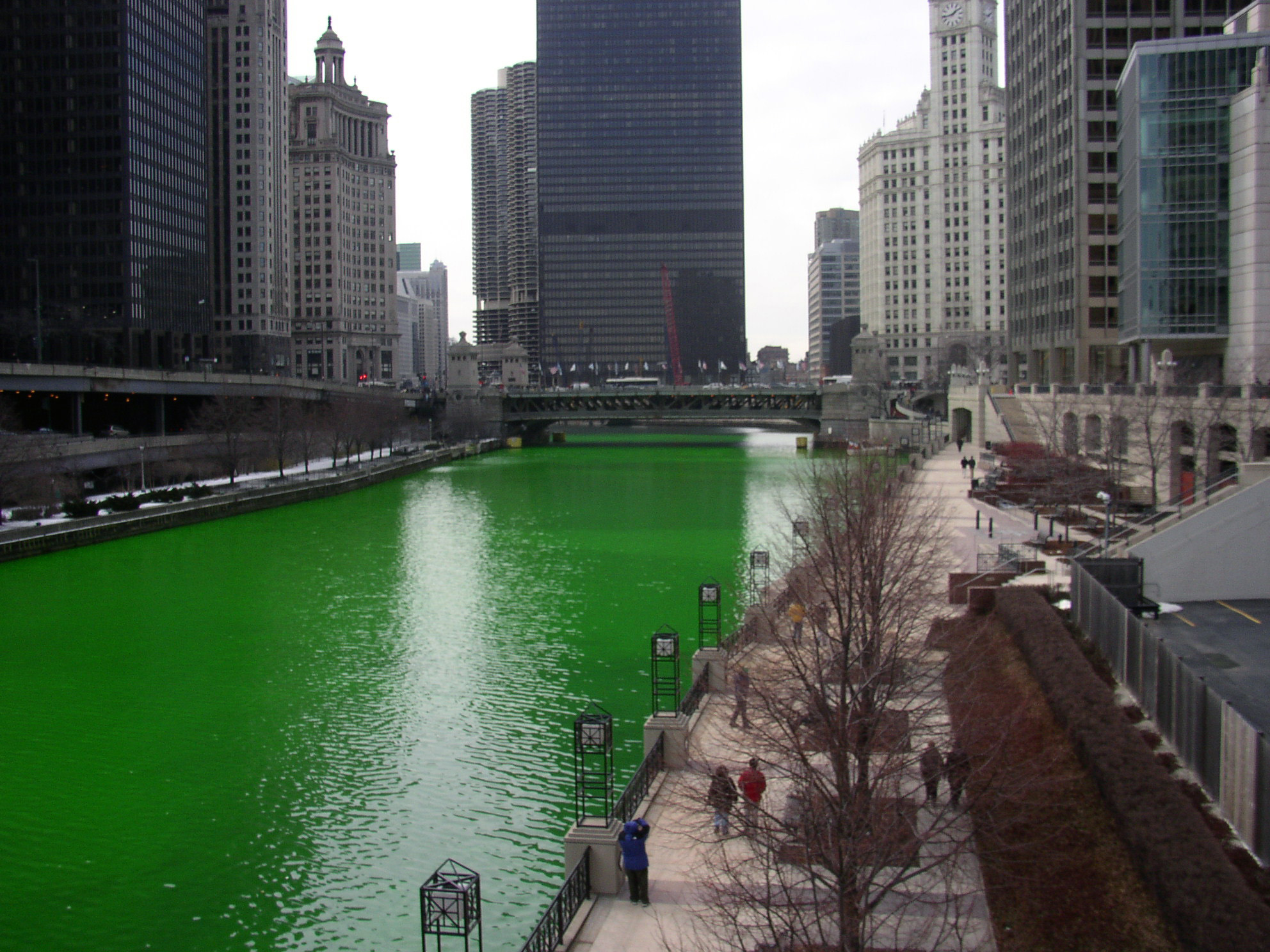
Il fiume Chicago tinto di verde in occasione della festa di san Patrizio a Chicago.

È venerato come santo dalla Chiesa celtica, dalla Chiesa romana, dalla Comunione anglicana, dalla Chiesa ortodossa (dov'è considerato come Isapostolo e "Luce d'Irlanda") e dalla Chiesa luterana. Assieme ai santi Columba e Brigida, è il patrono dell'Irlanda. Era figlio di Calphurnius e Conchessa, appartenenti a una nobile famiglia romana.
Viene festeggiato da tutta la comunità irlandese del mondo il 17 marzo, data della sua morte.

## Biografia
Non si sa con certezza da dove provenisse; nelle sue Confessioni, scrive che suo padre possedeva la terra vicino a un paese che aveva un nome metà indigeno, Bannhaven, e metà latino, Taberniae. La data di nascita è da collocare all'anno 389 d.C. Rapito quando aveva 16 anni dagli uomini del re irlandese Niall, fu venduto come schiavo a Muirchu, re del Dál Riata, territorio anch'esso popolato da genti irlandesi. Qui apprese la lingua gaelica e la mitologia celtica. Trascorse sei anni in cattività, durante i quali maturò la sua conversione al cristianesimo. Fuggito dalla corte del re per tornare nella sua famiglia, prese gli ordini sacri divenendo diacono nel 407. Recatosi in Gallia, san Germano d'Auxerre lo consacrò vescovo nel 420. Nel 431-432 iniziò il suo apostolato in terre irlandesi, all'epoca quasi interamente pagane. A lui si deve la diffusione del cristianesimo in Irlanda. San Patrizio fu spesso minacciato di morte, catturato e condannato, ma riuscì comunque a portare avanti la propria missione. Il santo percorse l’intera Irlanda, predicando e insegnando nella lingua locale, fondando abbazie e monasteri, soccorrendo i bisognosi e operando miracoli. Per favorire la combinazione di molti elementi cristiani e celtici precristiani introdusse il simbolo della croce solare sulla croce latina, facendo diventare la croce celtica il simbolo del cristianesimo celtico. All'età di oltre cinquant'anni intraprese un lungo pellegrinaggio fino a Roma. Al ritorno si stabilì nell'Irlanda del Nord fino al termine dei suoi giorni. Fonti storiche accertano la sua morte a Downpatrick, in Irlanda, ma alcuni studiosi suppongono che la sua morte possa essere avvenuta in Inghilterra o in Galles. La maggior parte degli storici segnano la data della sua morte il 17 marzo 461 a Saul, nella contea di Down, in una chiesa donatagli da Dichu, capitano locale che fu da lui convertito. Secondo la leggenda il suo corpo fu affidato a una coppia di buoi che, senza guida, lo depose a Down, nell'Irlanda del Nord, che da allora cambiò il nome in Downpatrick. Gli sono attribuite due lettere in latino: la Confessio ("Dichiarazione"), in cui offre un breve resoconto della sua vita e della sua missione, e l'Epistula, una lettera rivolta ai soldati di Coroticus. Gli scritti di san Patrizio furono apprezzati per la loro schiettezza e semplicità, tra i quali va sottolineata la "benedizione del viaggiatore irlandese" (Irish journey blessing).
San Patrizio divenne noto per la sua ferma condanna della pratica della schiavitù.

## Leggende su san Patrizio
Secondo la tradizione irlandese, in Irlanda non ci sarebbero più serpenti da quando san Patrizio li scacciò in mare. Questa leggenda è connessa a quella della montagna sacra irlandese, Croagh Patrick, sulla quale il santo nel 441 d.C. avrebbe trascorso quaranta giorni, gettando alla fine una campana dalla sommità del monte nell'attuale Baia di Clew per cacciare via i serpenti e le impurità, formando le isole che la contraddistinguono. Lo storico greco-romano Salinus ha registrato tuttavia in un suo scritto che l’Irlanda era priva di serpenti già due secoli prima che nascesse san Patrizio. Per tale motivo sembra che la storia dei serpenti sia stata inventata da un monaco di origini italiane, che la moglie del normanno John de Curcy portò alla corte del marito a Downpatrick. Oggi il monte è meta per molti pellegrini soprattutto dal 15 luglio al 15 agosto.
Il pellegrinaggio è conosciuto con il nome di Reek Week e si tiene l'ultima domenica di luglio. Le adesioni sono molteplici e registrano dalle 15 alle 30 000 persone.
Celebre anche la leggenda del pozzo di San Patrizio, il pozzo senza fondo, da cui si aprivano le porte del Purgatorio. La grotta, murata per volere di papa Alessandro VI nel 1497, era localizzata su un isolotto del Lough Derg (e denominato Purgatorio di San Patrizio), dove poi venne costruita una chiesa, oggi meta di pellegrinaggio penitenziale per molti fedeli.
Secondo una leggenda, fuggito dalla schiavitù in Irlanda, san Patrizio si diresse direttamente in Francia. Avendo deciso di visitare suo zio a Tours, doveva attraversare la Loira ma non era provvisto dei mezzi necessari per farlo. Trovò, tuttavia, che la sua mantella sarebbe stata un’ottima zattera. Una volta raggiunta la riva opposta, Patrizio appese il suo soprabito a un cespuglio di biancospino ad asciugare. Nonostante fosse pieno inverno, la pianta iniziò a fiorire ed ecco perché, da allora, il biancospino fiorisce d’inverno.
Da notare la presenza della figura di san Patrizio anche nell'emblema nazionale irlandese, il trifoglio (shamrock). Grazie ad un trifoglio, si racconta infatti, san Patrizio avrebbe spiegato agli irlandesi il concetto cristiano della Trinità, prendendo come esempio le tre foglie collegate ad un unico stelo.

### Fonti
- ANONIMO (XIV secolo), Vita di San Patrizio in An Leabhar Breac.
- Enrico di Saltrey, Tractatus de Purgatorio Sancti Patricii, 1190.

### Studi
- Guido Iorio (a cura di), L'apostolo rustico. Vita e miracoli di San Patrizio d'Irlanda, Rimini, Il Cerchio, 2000, ISBN 88-86583-90-7.
- Daniele Lucchini (a cura di), Confessione di san Patrizio, 1ª ed., Mantova, Finisterrae, 2004.